# Manfredi Albanese
Manfredi Albanese Ginammi (Roma, 25 luglio 2001) è un rugbista a 15 italiano, di ruolo mediano di mischia.
Cresciuto nella S.S. Lazio, esordisce in prima squadra nel 2018. Dopo un paio di stagioni passa al Calvisano raccogliendo complessivamente 33 presenze in TOP10 coi lombardi.
Convocato come permit player per le Zebre senza tuttavia esordire, passa la stagione successiva al Benetton esordendo così nell'United Rugby Championship.
Dopo una sola stagione decide di abbandonare il rugby professionistico per occuparsi del suo percorso di studi, proseguendo l'attività a livello dilettante tornando alla S.S. Lazio militante in Serie A.
Viene convocato dalla nazionale Under-20 con cui disputa il Sei Nazioni di categoria. Dopo essere stato convocato dalla nazionale Emergenti, per lui si aprono le porte della nazionale maggiore con cui esordisce contro il Portogallo il 25 giugno 2022. Raccoglie complessivamente 3 presenze con la maglia azzurra.